# 藤原新太
藤原 新太（ふじわら しんた、1980年2月14日 - ）は、埼玉県出身の俳優。
オープンロード所属。2003年から現在にかけて舞台出演を多数働き、テレビドラマやCM出演もする。

## 出演

### テレビ番組
- 火曜ドラマゴールド「バカラ 疑惑のIT株長者に賭けた女」（2006年10月31日、日本テレビ）
- 24時間テレビスペシャルドラマ「みゅうの足パパにあげる」（2008年8月30日、日本テレビ）
- OLにっぽん（2008年10月 - 12月、日本テレビ） - 鈴木亮介役
- NHK金曜ドラマ「コンカツ・リカツ」（2009年4月3日 - 5月22日、NHKテレビ）
- ギネ 産婦人科の女たち（1999年2月22日 - 3月8日、日本テレビ）
- 月曜ゴールデン「上条麗子の事件推理9 近江八幡・京都〜死を呼ぶ琵琶湖」（2011年9月5日、TBS） - 辻刑事 役

### インターネットテレビ
- みどりの劇場（2012年4月 - 、kinkin.tv）毎週月曜日 08:00 〜 11:00

### CM
- 日本通運
- JR東日本「東京シティステーション・ミュージカル編」

### 舞台
2003年
- シェイクスピア〜かもめ〜
- 甲子園の神様
- リトルシネマストーリー
- テレビの時間

2004年
- 走れ！ハルラララ吉野屋馬丼物語
- 鯉のぼり跳んだ

2005年
- おーい!竜馬

2006年
- 学ばない時間。
- Dear…私様
- みどりのおばさん現る!!

2007年
- OJI〜ヘンテコリンなわんぱくおじさん〜
- Aくんメモ
- IのMEMORIES

2008年
- いつか二人もサランヘヨ!!
- 黒子ノ譲志

2009年
- 盗聴されてるッ
- 番外 池田屋・裏